# Flugplatz Weinheim/Bergstraße

i7
i11
i13
Der Flugplatz Weinheim/Bergstrasse (ICAO-Code: EDGZ) liegt nordwestlich der baden-württembergischen Stadt Weinheim auf flacher Ebene. Er ist als Sonderlandeplatz klassifiziert. Hier haben Motorflugzeuge mit einem zulässigen Höchstgewicht bis 3 t, Hubschrauber, Motorsegler, Segelflugzeuge sowie Ultraleichtflieger Landeerlaubnis.
Den Piloten steht eine 775 Meter lange und 30 Meter breite Graspiste als Landebahn zur Verfügung. 
Die veröffentlichte Platzrunde für motorgetriebene Luftfahrzeuge ist östlich der Start-/Landebahn in 1300 Fuß über Meereshöhe (1300 MSL). Die Platzrunde für Segelflugzeuge ist im Westen des Platzes (ohne Höhenangabe).